# Sennariolo
Sennariolo ist eine Gemeinde in der Provinz Oristano in der Region Sardinien in Italien mit 153 Einwohnern (Stand 31. Dezember 2023). Die Gemeinde liegt 46 km nördlich der Provinzhauptstadt Oristano.
Die Nachbargemeinden sind Cuglieri, Flussio, Scano di Montiferro und Tresnuraghes.
Der Ort ist landwirtschaftlich geprägt, es werden hauptsächlich Olivenöl und Honig produziert.

## Einzelnachweise

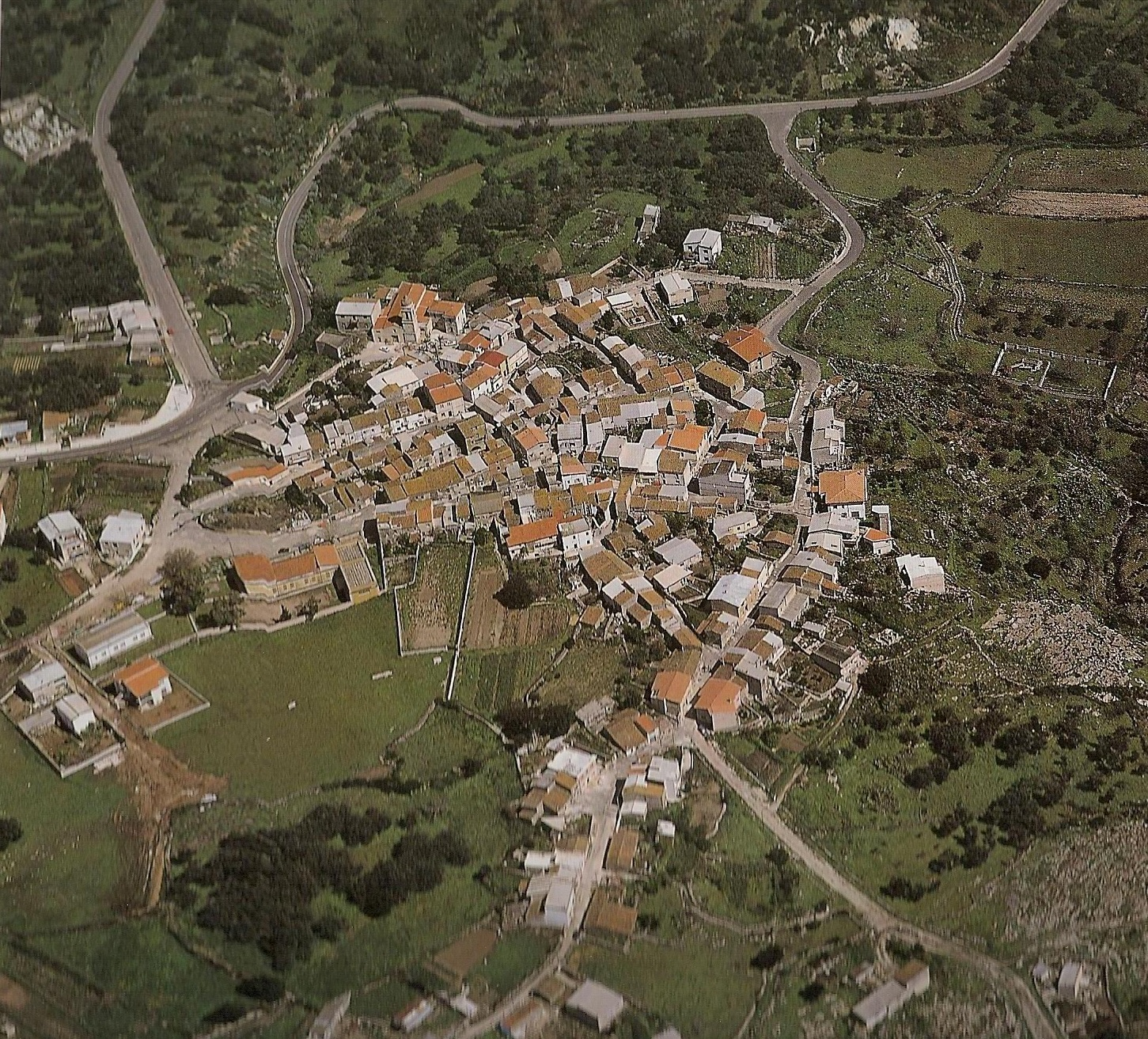
Luftbild